# スタジオ・ムー
スタジオ・ムーは、日本のアニメ制作会社。大阪府大阪市にスタジオを構える。

## 概要
1986年（昭和61年）8月、アニメアールの第二スタジオを母体に設立。もともとアニメアールには2つのスタジオが存在し、第一スタジオは谷口守泰、第二スタジオは村中博美が率いていた。しかし、名前こそスタジオとはいうものの、実際は同じ部屋で仕事をしていた。その後、アニメアールが引越しをする際に部屋を分け、村中のチームはスタジオ・ムーと改名して新たなスタートを切った。
ちなみに谷口チームには毛利和昭、沖浦啓之、逢坂浩司、木村貴宏らが所属し、村中チームには黄瀬和哉、山本佐和子、大島康弘らが所属していた。

## 主な参加作品

### テレビアニメ
- ダーティペア（1985年）
- 赤い光弾ジリオン（1987年）
- 機甲戦記ドラグナー（1987年 - 1988年）
- ミスター味っ子（1987年 - 1989年）
- シティーハンター（1987年 - 1988年）
- 鎧伝サムライトルーパー（1988年 - 1989年）
- 魔神英雄伝ワタル（1988年 - 1989年）
- 魔動王グランゾート（1989年 - 1990年）
- 獣神ライガー（1989年 - 1990年）
- 勇者エクスカイザー（1990年 - 1991年）
- 太陽の勇者ファイバード（1991年 - 1992年）
- 元気爆発ガンバルガー（1992年 - 1993年）
- 伝説の勇者ダ・ガーン（1992年 - 1993年）
- 疾風!アイアンリーガー（1993年 - 1994年）
- 勇者特急マイトガイン（1993年 - 1994年）
- 勇者警察ジェイデッカー（1994年 - 1995年）
- キャプテン翼J（1994年 - 1995年）
- 覇王大系リューナイト（1994年 - 1995年）
- 魔法騎士レイアース（1994年 - 1995年）
- 獣戦士ガルキーバ（1995年）
- 黄金勇者ゴルドラン（1995年 - 1996年）
- 名探偵コナン（1996年 - ）
- 機動新世紀ガンダムX（1996年）
- 勇者指令ダグオン（1996年 - 1997年）
- 逮捕しちゃうぞ（1996年 - 1997年）
- 勇者王ガオガイガー（1997年 - 1998年）
- ブレンパワード（1998年）
- 頭文字D（1998年）
- DTエイトロン（1998年）
- 星方武侠アウトロースター（1998年）
- バブルガムクライシス TOKYO 2040（1998年 - 1999年）
- MASTERキートン（1998年 - 1999年）
- 星方天使エンジェルリンクス（1999年）
- アークザラッド（1999年）
- 火魅子伝（1999年）
- ベターマン（1999年）
- ∀ガンダム（1999年 - 2000年）
- 無限のリヴァイアス（1999年 - 2000年）
- BRIGADOON まりんとメラン（2000年）
- とっとこハム太郎（2000年 - 2006年）
- アルジェントソーマ（2000年 - 2001年）
- 闇の末裔（2000年 - 2001年）
- スクライド（2001年）
- ナジカ電撃作戦（2001年）
- ノワール（2001年）
- 爆転シュート ベイブレード（2001年）
- 星のカービィ（2001年 - 2003年）
- ヒカルの碁（2001年 - 2003年）
- 激闘!クラッシュギアTURBO（2001年 - 2003年）
- OVERMANキングゲイナー（2002年 - 2003年）
- ボンバーマンジェッターズ（2002年 - 2003年）
- ヒートガイジェイ（2002年 - 2003年）
- 最終兵器彼女（2002年）
- 炎の蜃気楼（2002年）
- なるたる（2003年）
- クロノクルセイド（2003年 - 2004年）
- プラネテス（2003年 - 2004年）
- 神魂合体ゴーダンナー!!（2003年 - 2004年）
- 鋼の錬金術師（2003年 - 2004年）
- ゆめりあ（2004年）
- 砂ぼうず（2004年 - 2005年）
- 巌窟王（2004年 - 2005年）
- サムライチャンプルー（2004年 - 2005年）
- 舞-HiME（2004年 - 2005年）
- tactics（2004年 - 2005年）
- 苺ましまろ（2005年）
- こいこい7（2005年）
- ガン×ソード（2005年）
- 撲殺天使ドクロちゃん（2005年）
- 魔法先生ネギま!（2005年）
- BLACK CAT（2005年 - 2006年）
- 舞-乙HiME（2005年 - 2006年）
- うえきの法則（2005年 - 2006年）
- エレメンタルジェレイド（2005年）
- 地獄少女（2005年 - 2006年）
- ノエイン もうひとりの君へ（2005年 - 2006年）
- 獣王星（2006年）
- XXXHOLiCシリーズ
  - xxxHOLiC（2006年）
  - xxxHOLiC◆継（2008年）
- コードギアス 反逆のルルーシュシリーズ
  - コードギアス 反逆のルルーシュ（2006年）
  - コードギアス 反逆のルルーシュR2（2008年）
- 特公（2006年）
- オーバン・スターレーサーズ（2006年）
- 銀魂（2006年 - ）
- 家庭教師ヒットマンREBORN!（2006年 - ）
- 学園ヘヴン（2006年）
- 天保異聞 妖奇士（2006年 - 2007年）
- D.Gray-man（2006年 - 2008年）
- 結界師（2006年 - 2008年）
- 京四郎と永遠の空（2007年）
- 天元突破グレンラガン（2007年）
- 月面兎兵器ミーナ（2007年）
- NARUTO -ナルト- 疾風伝（2007年 - 2017年）
- 東京魔人學園剣風帖 龍龍（2007年）
- 地球へ…（2007年）
- アイドルマスター XENOGLOSSIA（2007年）
- 瀬戸の花嫁（2007年）
- ウエルベールの物語 〜Sisters of Wellber〜（2007年）
- ロビーとケロビー（2007年）
- 神霊狩/GHOST HOUND（2007年）
- バンブーブレード（2007年 - 2008年）
- ハヤテのごとく!（2007年 - 2008年）
- ながされて藍蘭島（2007年）
- DARKER THAN BLACK -黒の契約者-（2007年）
- スカルマン THE SKULL MAN（2007年）
- ムシウタ（2007年）
- もえたん（2007年）
- 機動戦士ガンダム00（第1期：2007年 - 2008年、第2期：2008年 - 2009年）
- 灼眼のシャナII（Second）（2007年 - 2008年）
- 素敵探偵ラビリンス（2007年 - 2008年）
- 獣神演武 -HERO TALES-（2007年 - 2008年）
- BAMBOO BLADE（2007年 - 2008年）
- H2O -FOOTPRINTS IN THE SAND-（2008年）
- 我が家のお稲荷さま。（2008年）
- RD 潜脳調査室（2008年）
- 純情ロマンチカ（2008年）
- イタズラなKiss（2008年）
- モノクローム・ファクター（2008年）
- ドルアーガの塔 〜the Aegis of URUK〜（2008年）
- ワールド・デストラクション 世界撲滅の六人（2008年）
- ミヨリの森（2008年）
- イナズマイレブン（2008年 - ）
- 伯爵と妖精（2008年）
- かんなぎ（2008年）
- ケメコデラックス!（2008年）
- テイルズ オブ ジ アビス（2008年 - 2009年）
- ミチコとハッチン（2008年 - 2009年）
- 宇宙をかける少女（2009年）
- 大正野球娘（2009年）
- 東のエデン（2009年）
- 黒神 The Animation（2009年）
- 明日のよいち!（2009年）
- 宇宙をかける少女（2009年）
- FAIRY TAIL（2009年 - 2013年）
- 百花繚乱 サムライガールズ（2010年）
- 世紀末オカルト学院（2010年）
- THE IDOLM@STER（2011年）
- 星空へ架かる橋（2011年）
- 青の祓魔師（2011年）
- TIGER & BUNNY（2011年）
- 魔法少女まどか★マギカ（2011年）
- 機動戦士ガンダムAGE（2011年 - 2012年）
- ギルティクラウン（2011年 - 2012年）
- ヨルムンガンド（2012年）
- モーレツ宇宙海賊（2012年）
- ルパン三世 東方見聞録 〜アナザーページ〜（2012年）
- ブラック★ロックシューター（2012年）
- ZETMAN（2012年）
- BTOOOM!（2012年）
- 絶園のテンペスト（2012年）
- ソードアート・オンライン（2012年）
- アイカツ!（2012年 - ）
- PSYCHO-PASS サイコパス（2012年 - 2013年）
- 超速変形ジャイロゼッター（2012年 - 2013年）
- 惡の華（2013年）
- 弱虫ペダル（2013年 - ）
- スペース☆ダンディ（2014年）
- 一週間フレンズ。（2014年）
- ノラガミ（2014年 - 2015年）
- 実は私は（2015年）
- ワンパンマン（2015年）
- 血界戦線（2015年）
- 美少女戦士セーラームーンCrystal（2015年）
- 機動戦士ガンダム 鉄血のオルフェンズ（2015年 - 2016年）
- 僕だけがいない街（2016年）
- ねじ巻き精霊戦記 天鏡のアルデラミン（2016年）
- オカルティック・ナイン（2016年）
- ジョーカー・ゲーム（2016年）
- 僕のヒーローアカデミア（2016年）
- 信長の忍び（2016年 - 2017年)
- 亜人ちゃんは語りたい（2017年）
- 魔法陣グルグル（2017年）

### OVA
- トゥインクルハート 銀河系までとどかない（1986年）
- 傷追い人（1986年）
- ダーティペア（1987年 - 1988年）
- ドミニオン（1988年）
- バイオレンスジャック 地獄街（1988年）
- 宇宙の戦士（1988年）
- トップをねらえ!（1988年）
- 機動警察パトレイバー（1988年 - 1989年）
- 機甲猟兵メロウリンク（1988年 - 1989年）
- 機動戦士ガンダム0080 ポケットの中の戦争（1989年）
- ギャラガ（1989年）
- 冒険!イクサー3（1990年）
- カプリコン（1991年）
- おたくのビデオ（1991年）
- 機動戦士ガンダム0083 STARDUST MEMORY（1991年 - 1992年）
- 逮捕しちゃうぞ（1994年）
- 新・キューティーハニー（1994年 - 1995年）
- ダーティペア FLASH（1994年 - 1996年）
- 女神天国（1995年）
- 機動戦士ガンダム 第08MS小隊（1996年 - 1999年）
- 魔法騎士レイアース（1997年）
- 新機動戦記ガンダムW Endless Waltz（1997年）
- フォトン（1997年 - 1999年）
- 鉄拳（1998年）
- 真ゲッターロボ（1998年）
- 超神姫ダンガイザー3（1999年 - 2000年）
- ストリートファイターZERO - THE ANIMATION -（2000年）
- ジオブリーダーズ2 魍魎遊撃隊（2000年 - 2001年）
- ナースウィッチ小麦ちゃんマジカルて（2002年 - 2004年）
- 今日からマ王! R（2007年 - 2008年）
- デトロイト・メタル・シティ（2008年）
- ファースト・スクワッド（2009年）
- 聖闘士星矢 THE LOST CANVAS 冥王神話（2009年 - 2010年）
- ヘイロー・レジェンズ（2010年）
- 眼鏡なカノジョ（2010年）
- ヒーローカンパニー（2015年）

### Webアニメ
- クレヨンしんちゃん外伝 エイリアン vs. しんのすけ（2016年）

### 映画
- ストリートファイターII MOVIE（1994年）
- 劇場版 名探偵コナンシリーズ（1997年 - ）
- アキハバラ電脳組 2011年の夏休み（1999年）
- 逮捕しちゃうぞ the MOVIE（1999年）
- シックス・エンジェルズ（2002年）
- マインド・ゲーム（2004年）
- 劇場版ポケットモンスター アドバンスジェネレーション ミュウと波導の勇者 ルカリオ（2005年）
- 劇場版 魔法少女まどか☆マギカ ［前編］始まりの物語（2012年）
- ジュエルペット スウィーツダンスプリンセス（2012年）
- ヱヴァンゲリヲン新劇場版:Q（2012年）
- Kick-Heart（2013年）
- 劇場版 魔法少女まどか☆マギカ ［新編］叛逆の物語（2013年）
- ジョバンニの島（2014年）

## スタッフ

### 過去のスタッフ
- 柄谷綾子
- 南部広海
- 宮本武史
- 渡部ゆかり
- 富永里都
- 新宮祐介
- 岡崎芽久美
- 西川千尋
- 井元愛夕
- 藤井絵理
- 中井香名子
- 山﨑咲世
- 猪口美緒
- 福永智子
- 市原圭子
- 平野勇一
- 南方十三
- 古住千秋
- 古川真生
- 山本佐和子
- 黄瀬和哉
- 大島康広
- 中島美子
- 秋山由樹子
- 中谷誠一
- 西田亜沙子
- 田中ちゆき
- 川上哲也
- 藤原りえ
- 猿渡聖加
- 中弥幸一
- 橋本貴吉
- 談義祐子
- 岡本真由美
- 近有希
- 大源可奈子
- 木元淑恵